# Sanzoles
Sanzoles és un municipi de la província de Zamora a la comunitat autònoma de Castella i Lleó. Limita al nord amb Madridanos, al sud amb El Piñero, a l'est amb Toro i Venialbo, i a l'oest amb Moraleja del Vino i Gema.

## Demografia
| 1991 | 1996 | 2001 | 2004 |
| ---- | ---- | ---- | ---- |
| 798  | 729  | 678  | 646  |